# 魔髮精靈：樂團在一起
《魔髮精靈：樂團在一起》（英語：Trolls Band Together）是一部2023年美國電腦動畫音樂奇幻喜劇片，2020年電影《魔髮精靈唱遊世界》的續集，《魔髮精靈系列》第三部電影，由華特·道恩執導，伊莉莎白·蒂佩特編劇，安娜·坎卓克、賈斯汀·提姆布萊克、卡蜜拉·卡貝羅、艾瑞克·安德烈、特洛伊·希文、基德·酷迪、戴維德·迪格斯、魯保羅、艾米·舒默、安德魯·蘭內斯以及柔夏·瑪美德配音。
《魔髮精靈：樂團在一起》由環球影業排定2023年11月17日於美國上映。本片上映後口碑中庸，但票房收入獲得佳績。入圍第96屆奧斯卡金像獎最佳動畫片角逐名單。

## 配音員
| 配音員                 | 配音員 | 配音員        | 角色           |
| 美國                   | 台灣   | 香港          | 角色           |
| ---------------------- | ------ | ------------- | -------------- |
| 安娜·坎卓克            | 劉雨雲 | 李幸倪        | 波比女王（Queen Poppy）   |
| 賈斯汀·提姆布萊克      | 許仁杰 | 林奕匡        | 小布（Branch）       |
| 卡蜜拉·卡貝羅          | 張嫚芯 | 廖子妤        | 菲花（Viva）       |
| 艾瑞克·安德烈          | 陳國偉 | 周祉君        | 強多瑞（John Dory）     |
| 特洛伊·希文            | 盧遠   | 林筠翔        | 佛萊德（Floyd）     |
| 基德·酷迪              | 宋昱璁 | 劉達斌        | 克雷（Clay）       |
| 戴維德·迪格斯          | 黃冠傑 | 鄧肇基        | 思布斯（Spruce）     |
| 魯保羅                 | 鄭筠真 | 陳夕          | 思蜜姨（Miss Maxine）     |
| 艾米·舒默              | 黃千庭 | 黃曉婷        | 凡斐（Velvet）       |
| 安德魯·蘭內斯          | 郭霖   | 譚柏輝        | 凡尼（Veneer）       |
| 柔夏·瑪美德            |        | 余倩盈        | 可依（Crimp）       |
| 華特·道恩              | 孫中台 | 周永光        | 波爸王（King Peppy）     |
| 柔伊·黛絲香奈          | 邵芷耘 | 陳雪瑩        | 壁花（Bridget）       |
| 克里斯多福·米茲-布拉斯 | 鈕凱暘 | 黃尉斯        | 庫巴王（Gristle）     |
| 愛卡娜女王             |        | 陳芷瑩 王慧珠 | 大紅與大紫（Satin and Chenille） |
| 安德森·帕克            | 陳思賢 | 張灼賢        | 丹王子（Prince D）     |
| 朗恩·芬奇斯            | 王穗槍 | 葉振聲        | 褲哥（Cooper）       |
| 大衛·菲恩              |        | 姜汝延        | 大支（Biggie）       |
| 昆瑙·納亞爾            | 莊捷安 | 李家傑        | 白閃閃（Guy Diamond）     |
| 凱南·湯普森            | 鐘宇洋 | 何昭文        | 小閃閃（Tiny Diamond）     |
| 葛洛澤爾               | 李宛鳳 | 周恩恩        | 蘿希奶奶（Grandma Rosiepuff）   |
| 帕蒂·哈里森            | 朱葒   | 張敬仁        | 布蘭迪（Brandy）     |

## 製作
2021年11月22日，宣布第三部《魔髮精靈》電影將於2023年11月17日上映。2023年3月，公佈片名為《魔髮精靈：樂團在一起》（Trolls Band Together），安娜·坎卓克、賈斯汀·提姆布萊克、柔伊·黛絲香奈、克里斯多福·米茲-布拉斯、愛卡娜女王、安德森·帕克、朗恩·芬奇斯、昆瑙·納亞爾和基南·湯普遜回歸聲演，而特洛伊·希文、艾瑞克·安德烈、戴維德·迪格斯、基德·酷迪、艾米·舒默、安德魯·蘭內斯、卡蜜拉·卡貝羅、柔夏·瑪美德和魯保羅加入聲演陣容，華特·道恩回歸執導，提姆·海茲（Tim Heitz）擔任共同導演，吉娜·夏擔任製片人。

## 發行
《魔髮精靈：樂團在一起》由環球影業排定2023年11月17日於美國上映。

## 迴響

### 評價
烂番茄根據87條評論，本片得到新鮮度61%，均分5.9／10，觀眾投票得到92%的分數，平均得分為4.5／5。在Metacritic上根據13條評論而獲得53分。

## 外部連結
- 官方网站
- 互联网电影数据库（IMDb）上《魔髮精靈：樂團在一起》的资料（英文）
- 爛番茄上《魔髮精靈：樂團在一起》的資料（英文）
- AllMovie上《魔髮精靈：樂團在一起》的资料（英文）
- Box Office Mojo上《魔髮精靈：樂團在一起》的资料（英文）
- Metacritic上《魔髮精靈：樂團在一起》的資料（英文）
- 開眼電影網上《魔髮精靈：樂團在一起》的資料（繁體中文）
- 豆瓣电影上《魔髮精靈：樂團在一起》的資料 （简体中文）